# Liste der Stolpersteine in Straelen
Die Liste der Stolpersteine in Straelen enthält alle Stolpersteine, die im Rahmen des gleichnamigen Projekts von Gunter Demnig in Straelen verlegt wurden. Mit ihnen soll an Opfer des Nationalsozialismus erinnert werden, die in Straelen lebten und wirkten.

## Verlegte Stolpersteine
| Adresse                         | Verlege- datum | Person, Inschrift                                                                                      | Bild | Anmerkung |
| ------------------------------- | -------------- | --- | ---- | --- |
| Annastraße 7, Straelen ·        | 11. Dez. 2013  | Hier wohnte Emanuel Hoffstadt Jg. 1864 gedemütigt / entrechtet tot 16.7.1942                           |      | Emanuel Hoffstadt wurde am 5. Mai 1864 in Kaldenkirchen als Sohn von Samuel Hoffstadt, Handelsmann in Kaldenkirchen, und Sibilla Hoffstadt, geborene Strauß, geboren. Am 25.11.1905 heiratete er Amalia Neu, aus der Ehe ging der gemeinsame Sohn Siegfried (* 1908) hervor. Emanuel sollte am 25. Juli 1942 ab Düsseldorf nach Theresienstadt deportiert werden, starb aber eine Woche zuvor (am 16. Juli 1942 in Straelen) und wurde auf dem jüdischen Friedhof in Geldern bestattet. |
| Annastraße 7, Straelen ·        | 11. Dez. 2013  | Hier wohnte Siegfried Hoffstadt Jg. 1908 'Schutzhaft’ 1938 Dachau deportiert 1941 Riga ermordet        |      | Siegfried Hoffstadt wurde am 25. November 1908 in Straelen als Sohn von Emanuel Hoffstadt und Amalia Hoffstadt, geborene Neu geboren. Er war vom 17. November 1938 bis zum 10. Januar 1939 in „Schutzhaft“ in Dachau und wurde am 11. Dezember 1941 nach Riga deportiert und dort ermordet. |
| Bahnstraße 9, Straelen ·        | 11. Dez. 2013  | Hier wohnte Oskar Mendel Jg. 1876 deportiert 1941 Riga ermordet                                        |      | Oskar Mendel wurde am 25.09.1876 als Sohn von Leopold Mendel (*1843 im Kempen) und – seiner aus Sonsbeck stammenden – Ehefrau Julia Mendel, geborene Löbschen (*29.07.1849, ✡18.10.1931) in Straelen geboren. Oskar hatte sechs Geschwister, bekannt sind: Eduard (*17.01.1875), Friedrich (*27.08.1888) und Johanna (*24.05.1893). Er heiratete Sophia Meyer (*02.03.1881), aus der Ehe gingen drei Kinder hervor: Hans (*1912), Ilse (*1914) und Edith (*25.03.1921). Oskar wurde am 11. Dezember 1941 – zusammen mit seiner Ehefrau und der Tochter Edith – ins Ghetto Riga deportiert und dort ermordet.                                                                          |
| Bahnstraße 9, Straelen ·        | 11. Dez. 2013  | Hier wohnte Sophia Mendel geb. Meyer Jg. 1881 deportiert 1941 Riga ermordet                            |      | Sophia Meyer wurde am 02.03.1881 in Alfhausen geboren, sie heiratete Oskar Mendel (*25.09.1876). Aus der Ehe gingen drei Kinder hervor: Hans (*1912), Ilse (*1914) und Edith (*25.03.1921). Sophia wurde am 11. Dezember 1941 – zusammen mit ihrem Ehemann und der Tochter Edith – ins Ghetto Riga deportiert und dort für tot erklärt. |
| Bahnstraße 9, Straelen ·        | 11. Dez. 2013  | Hier wohnte Hans Mendel Jg. 1912 Flucht 1938 USA überlebt                                              |      | Hans Mendel wurde im Jahr 1912 als Sohn des Ehepaares Oskar Mendel (*25.09.1876) und Sophia Mendel, geborene Meyer (*02.03.1881) geboren, er hatte zwei Geschwister: Edith (*25.03.1921) und Ilse (*1914). Hans gelang 1938 die Flucht in die USA und überlebte den Holocaust. |
| Bahnstraße 9, Straelen ·        | 11. Dez. 2013  | Hier wohnte Ilse Mendel Jg. 1914 Flucht 1938 USA überlebt                                              |      | Ilse Mendel wurde im Jahr 1914 als Tochter des Ehepaares Oskar Mendel (*25.09.1876) und Sophia Mendel, geborene Meyer (*02.03.1881) geboren, sie hatte zwei Geschwister: Hans (*1912) und Edith (*25.03.1921). Ilse gelang 1938 die Flucht in die USA und überlebte den Holocaust. |
| Bahnstraße 9, Straelen ·        | 11. Dez. 2013  | Hier wohnte Edith Mendel Jg. 1921 deportiert 1941 Riga ermordet 1943 Stutthof                          |      | Edith Mendel wurde am 25.03.1921 als Tochter des Ehepaares Oskar Mendel (*25.09.1876) und Sophia Mendel, geborene Meyer (*02.03.1881) in Straelen geboren, sie hatte zwei Geschwister: Hans (*1912) und Ilse (*1914). Edith wurde am 11. Dezember 1941 – zusammen mit ihren Eltern – ins Ghetto Riga verbracht, von dort aus am 01.10.1944 ins KZ Stutthof deportiert, wo sie ermordet wurde. |
| Klosterstraße 3, Straelen ·     | 27. Jan. 2015  | Hier wohnte Josef Sanders Jg. 1867 deportiert 1942 Theresienstadt ermordet in Treblinka                |      | Josef Sanders wurde am 23. Februar 1867 in Kaldenkirchen als Sohn von Salomon Sanders, Handelsmann in Kaldenkirchen, und Adelheid Vasen geboren. Er heiratete am 29. Juli 1896 in Schermbeck Johanna Abraham. Joseph und Johanna Sanders wurden am 25. Juli 1942 ab Düsseldorf nach Theresienstadt (Transport VII/2 Zug Da 71, Häftlingsnummer 851 und 852), am 21. September 1942 nach Treblinka deportiert (Transport Bp, Häftlingsnummer 1330 und 1331) und dort wohl unmittelbar nach der Ankunft ermordet. Der gemeinsame Sohn war Fred Sanders, der am 3. November 1897 geboren wurde. Er überlebte den Holocaust, lebte 1972 in Sheboygan/Wisconsin, wo er im Juni 1981 starb. |
| Klosterstraße 3, Straelen ·     | 27. Jan. 2015  | Hier wohnte Johanna Sanders geb. Abraham Jg. 1870 deportiert 1942 Theresienstadt ermordet in Treblinka |      | Johanna Abraham am 28. März 1870 in Worpswede als Tochter von Michael Abraham (1819–1885) und Julie Behr (1838–1918) geboren. Sie heiratete am 29. Juli 1896 in Schermbeck Josef Sanders. Joseph und Johanna Sanders wurden am 25. Juli 1942 ab Düsseldorf nach Theresienstadt (Transport VII/2 Zug Da 71, Häftlingsnummer 851 und 852), am 21. September 1942 nach Treblinka deportiert (Transport Bp, Häftlingsnummer 1330 und 1331) und dort wohl unmittelbar nach der Ankunft ermordet. Der gemeinsamer Sohn war Fred Sanders, der am 3. November 1897 geboren wurde. Er überlebte den Holocaust, lebte 1972 in Sheboygan/Wisconsin, wo er im Juni 1981 starb.                    |
| Mühlenstraße 10, Straelen ·     | 11. Dez. 2013  | Hier wohnte Fanny Sanders geb. Krebs Jg. 1903 Flucht 1939 Haiti überlebt                               |      | Fanny Krebs wurde am 4. April 1903 in Reichenberg geboren, sie heiratete Isaak/Isidor Sanders, sie hatten einen gemeinsamen Sohn: Richard. Sie schifften sich am 21. Juli 1939 nach Haiti ein und emigrierten schließlich in die USA, wo sie in Sheboygan/Wisconsin eine Farm betrieben. Isaak/Isidor Sanders starb im Februar 1982 in Sheboygan. |
| Mühlenstraße 10, Straelen ·     | 11. Dez. 2013  | Hier wohnte Isidor Sanders Jg. 1900 'Schutzhaft’ 1938 Flucht 1939 Haiti überlebt                       |      | Isidor Sanders wurde am 5. Mai 1900 geboren, er heiratete Fanny Krebs, sie hatten einen gemeinsamen Sohn: Richard. Sie schifften sich am 21. Juli 1939 nach Haiti ein und emigrierten schließlich in die USA, wo sie in Sheboygan/Wisconsin eine Farm betrieben. Fanny Sanders starb im September 1975 in Sheboygan. |
| Mühlenstraße 10, Straelen ·     | 11. Dez. 2013  | Hier wohnte Richard Sanders Jg. 1932 Flucht 1939 Haiti überlebt                                        |      | Richard Sanders wurde 1931 als Sohn des Ehepaares Isaak/Isidor Sanders und Fanny Krebs geboren. Die Familie schiffte sich am 21. Juli 1939 nach Haiti ein und emigrierten schließlich in die USA, wo die Eltern in Sheboygan/Wisconsin eine Farm betrieben. Richard wurde später Sportlehrer in New York. |
| Venloer Straße 24, Straelen ·   | 11. Dez. 2013  | Hier wohnte Eduard Mendel Jg. 1875 deportiert 1942 Theresienstadt ermordet 1943                        |      | Eduard Mendel wurde am 17.01.1875 als Sohn von Leopold Mendel (*1843 im Kempen) und – seiner aus Sonsbeck stammenden – Ehefrau Julia Mendel, geborene Löbschen (*29.07.1849, ✡18.10.1931) in Straelen geboren. Oskar hatte sechs Geschwister, bekannt sind: Oskar (*25.09.1876), Friedrich (*27.08.1888) und Johanna (*24.05.1893). Eduard blieb unverheiratet, er wurde am 25.07.1942 mit dem Transport VII/2 (Nr. 737) ab Düsseldorf ins Ghetto Theresienstadt deportiert, als Todesdatum wird dort der 16.01.1943 angegeben. |
| Walbecker Straße 29, Straelen · | 11. Dez. 2013  | Hier wohnte Emil Hoffstadt Jg. 1928 deportiert 1941 Riga ermordet                                      |      | Emil Hoffstadt wurde am 8. Januar 1928 in Straelen als Sohn des Viehhändlers Samuel Hoffstadt und seiner Ehefrau Helene Hoffstadt, geborene Simon geboren. Am 11. Dezember 1941 wurde er gemeinsam mit seinen Eltern und seinen Geschwistern Frieda und Erich ab Düsseldorf nach Riga deportiert, wo sie später ermordet wurden. |
| Walbecker Straße 29, Straelen · | 11. Dez. 2013  | Hier wohnte Samuel Hoffstadt Jg. 1886 deportiert 1941 Riga ermordet                                    |      | Samuel Hoffstadt wurde am 14. Februar 1886 in Köln geboren. Er heiratete Helene Simon, sie hatten vier Kinder: Emil, Erich, Frieda und Henriette. Am 11. Dezember 1941 wurde er gemeinsam mit seiner Ehefrau und den Kindern Emil, Erich und Frieda ab Düsseldorf nach Riga deportiert, wo alle später ermordet wurden. |
| Walbecker Straße 29, Straelen · | 11. Dez. 2013  | Hier wohnte Helene Hoffstadt geb. Simon Jg. 1887 deportiert 1941 Riga ermordet                         |      | Helene Hoffstadt wurde am 28. August 1887 in Krefeld-Linn geboren. Sie heiratete Samuel. Sie hatten vier Kinder: Emil, Erich, Frieda und Henriette. Am 11. Dezember 1941 wurde sie gemeinsam mit ihrem Ehemann und den Kindern Emil, Erich und Frieda ab Düsseldorf nach Riga deportiert, wo alle später ermordet wurden. |
| Walbecker Straße 29, Straelen · | 11. Dez. 2013  | Hier wohnte Erich Hoffstadt Jg. 1923 deportiert 1941 Riga ermordet                                     |      | Erich Hoffstadt wurde am 1. April 1923 in Straelen als Sohn des Viehhändlers Samuel Hoffstadt und seiner Ehefrau Helene Hoffstadt, geborene Simon geboren. Am 11. Dezember 1941 wurde er gemeinsam mit seinen Eltern und seinen Geschwistern Emil und Frieda ab Düsseldorf nach Riga deportiert, wo sie später ermordet wurden. |
| Walbecker Straße 29, Straelen · | 11. Dez. 2013  | Hier wohnte Frieda Hoffstadt Jg. 1931 deportiert 1941 Riga ermordet                                    |      | Frieda Hoffstadt wurde am 3. September 1931 in Straelen als Tochter des Viehhändlers Samuel Hoffstadt und seiner Ehefrau Helene Hoffstadt, geborene Simon geboren. Am 11. Dezember 1941 wurde er gemeinsam mit ihren Eltern und ihren Geschwistern Emil und Erich ab Düsseldorf nach Riga deportiert, wo sie später ermordet wurden. |
| Walbecker Straße 29, Straelen · | 11. Dez. 2013  | Hier wohnte Henriette Hoffstadt Jg. 1924 deportiert 1941 Minsk ermordet                                |      | Henriette Hoffstadt wurde am 22. November 1924 in Straelen als Tochter des Viehhändlers Samuel Hoffstadt und seiner Ehefrau Helene Hoffstadt, geborene Simon geboren. Sie arbeitete in Essen als Hausgehilfin und war bereits am 10. November 1941 ab Düsseldorf ins Ghetto Minsk deportiert worden. |